# Championnat de France de baseball Élite 2009
Navigation
2008 2010
Le Championnat de France de baseball Élite 2009 regroupe les meilleures équipes françaises de baseball. Les Huskies de Rouen, tenants du titre, remportent à nouveau le championnat en battant Savigny en finale, leur 5e d'affilée et le 6e en 7 ans.

## Déroulement
La saison régulière se déroule sur 14 journées, soit 28 matches par équipe, du 29 mars au 30 août 2009. Les quatre premiers de la saison régulière s'affrontent en poule demi-finale au cours d'un mini-championnat du 5 au 20 septembre, un championnat lors duquel les compteurs de la saison régulière sont remis à zéro. Les deux premiers de cette poule demi-finale accèdent à la finale. La finale au meilleur des cinq matches est programmée du 3 au 11 octobre.
Pour la relégation, les quatre équipes classées de la 5e à la 8e place à la fin de la saison régulière prennent part à une poule de relégation devant désigner le club qui sera relégué en N1. Les résultats enregistrés lors de la phase régulière sont eux conservés pour la phase de relégation.

## Clubs

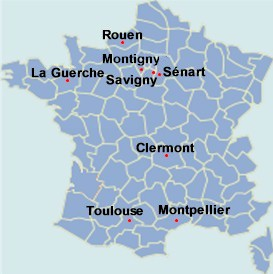
Localisation des clubs engagés dans le championnat.

Cette année les Cougars de Montigny, champions de nationale 1 en 2008, rejoignent les équipes déjà présentes l'année dernière. Clermont, promu en 2008, entame sa 2e année en élite, pendant que le PUC est relégué en Nationale 1.
Clubs de l'édition 2009:
- Hawks de La Guerche de Bretagne
- Cougars de Montigny
- Barracudas de Montpellier
- Templiers de Sénart
- Arvernes de Clermont-Ferrand
- Huskies de Rouen
- Lions de Savigny-sur-Orge
- Tigers de Toulouse

## Saison régulière

### Matchs
(les équipes qui jouent à domicile sont nommées en premier)
| - 29 mars - Montpellier 0-8 Savigny - Montpellier 7-4 Savigny - Montigny 10-2 Clermont - Montigny 2-10 Clermont - Toulouse 5-1 La Guerche - Toulouse 2-7 La Guerche - 5 avril - Montigny 2-5 La Guerche - Montigny 8-11 La Guerche - Montpellier p-p Sénart - Montpellier p-p Sénart - 12 avril - Clermont 7-11 Savigny - Clermont 1-2 Savigny - Rouen 6-1 Sénart - Rouen 10-5 Sénart - 19 avril - La Guerche 4-9 Montpellier - La Guerche 0-10 Montpellier - Clermont 0-10 Rouen - Clermont 0-2 Rouen - Sénart 11-5 Toulouse - Sénart 9-5 Toulouse - Savigny 9-8 Montigny - Savigny 11-6 Montigny - 26 avril - Savigny 3-1 Rouen - Savigny 7-8 Rouen - La Guerche 2-7 Sénart - La Guerche 3-1 Sénart - Clermont 6-3 Montpellier - Clermont 3-4 Montpellier - Montigny 5-1 Toulouse - Montigny 5-9 Toulouse - 3 mai - Montigny 2-15 Rouen - Montigny 2-8 Rouen - Clermont 3-13 La Guerche - Clermont 3-9 La Guerche - Sénart 3-4 Savigny - Sénart 5-10 Savigny - Toulouse 1-7 Montpellier - Toulouse 7-4 Montpellier |  | - 10 mai - Montigny 5-8 Montpellier - Montigny 5-7 Montpellier - Toulouse 5-9 Savigny - Toulouse 9-0 Savigny sur tapis vert - Rouen 5-2 La Guerche - Rouen 13-10 La Guerche - Clermont 2-28 Sénart - Clermont 5-6 Sénart - 17 mai - Montpellier 5-4 Rouen - Montpellier 8-3 Rouen - Sénart 21-11 Montigny - Sénart 2-19 Montigny - La Guerche 4-7 Savigny - La Guerche 2-1 Savigny - Clermont 4-8 Toulouse - Clermont 1-3 Toulouse - 31 mai - Rouen 7-1 Montigny - Rouen 23-3 Montigny - La Guerche 12-2 Clermont - La Guerche 17-8 Clermont - Savigny 1-7 Sénart - Savigny 9-12 Sénart - Toulouse - Montpellier rain out - Toulouse - Montpellier rain out - 7 juin - Sénart 3-13 Rouen - Sénart 2-10 Rouen - Savigny 6-7 Montpellier - Savigny 2-9 Montpellier - Clermont 8-6 Montigny - Clermont 1-14 Montigny - La Guerche 5-3 Toulouse - La Guerche 13-3 Toulouse - 14 juin - La Guerche 9-8 Montigny - La Guerche 2-8 Montigny - Savigny 4-5 Clermont - Savign 12-3 Clermont - Rouen 13-1 Toulouse - Rouen 13-3 Toulouse - Sénart 3-12 Montpellier - Sénart 2-9 Montpellier |  | - 21 juin - Montpellier 12-1 La Guerche - Montpellier 11-9 La Guerche - Rouen 12-0 Clermont - Rouen 10-0 Clermont - Toulouse 2-7 Sénart - Toulouse 0-6 Sénart - Montigny 6-16 Savigny - Montigny 9-13 Savigny - 5 juillet - Rouen 5-1 Savigny - Rouen 8-1 Savigny - Sénart 4-1 La Guerche - Sénart 13-0 La Guerche - Clermont 3-7 Montpellier - Clermont 3-13 Montpellier - Toulouse 5-2 Montigny - Toulouse 11-7 Montigny - 12 juillet - Montpellier 15-5 Montigny - Montpellier 12-6 Montigny - Savigny 4-2 Toulouse - Savigny 2-5 Toulouse - La Guerche 2-9 Rouen - La Guerche 9-15 Rouen - Sénart 6-2 Clermont - Sénart 16-0 Clermont - 19 juillet - Rouen 4-0 Montpellier - Rouen 7-1 Montpellier - Montigny 6-5 Sénart - Montigny 2-13 Sénart - Savigny 2-4 La Guerche - Savigny 2-1 La Guerche - Toulouse 7-1 Clermont - Toulouse 12-4 Clermont - 30 août - Toulouse 0-10 Rouen - Toulouse 2-8 Rouen |

### Classement
| Pl. | Équipe                          | MJ | V  | D  | %     |
| --- | ------------------------------- | -- | -- | -- | ----- |
| 1   | Rouen Baseball 76               | 28 | 25 | 3  | 0,892 |
| 2   | Barracudas de Montpellier       | 26 | 21 | 5  | 0,807 |
| 3   | Templiers de Sénart             | 26 | 15 | 11 | 0,576 |
| 4   | Lions de Savigny                | 28 | 15 | 13 | 0,535 |
| 5   | Hawks de La Guerche de Bretagne | 28 | 13 | 15 | 0,464 |
| 6   | Tigers de Toulouse              | 28 | 11 | 17 | 0,392 |
| 7   | Cougars de Montigny             | 28 | 6  | 22 | 0,214 |
| 8   | Arvernes de Clermont Ferrand    | 28 | 4  | 24 | 0,142 |

MJ : matches joués, V : victoires, D : défaites, %: pourcentage de victoires.

## Play-off
Les 4 premiers de la saison régulière sont qualifiés pour les play-off. Il s'agit de Rouen, Montpellier, Savigny et Sénart. Les compteurs sont remis à zéro et chaque équipe rencontre les autres en programme triple (un match le samedi, deux le dimanche). À la suite de ce mini-championnat, les deux premiers sont qualifiés pour la finale au meilleur des 5 matchs.

### Phase de poule
| Date         | Heure          | Recevant    | Visiteur    | Match 1 | Match 2 | Match 3 | Notes      |  |
| ------------ | -------------- | ----------- | ----------- | ------- | ------- | ------- | ---------- |  |
| 5 septembre  | 15.00          | Rouen       | Savigny     | 13 - 3  | X       | X       |            |  |
| 6 septembre  | 11.00 et 15.00 | Rouen       | Savigny     | X       | 2 - 6   | 7 - 10  |            |  |
| 5 septembre  | 15.00          | Montpellier | Sénart      | 13 -3   | X       | X       | 8 manches  |  |
| 6 septembre  | 11.00 et 15.00 | Montpellier | Sénart      | X       | 13 - 7  | 10 - 2  |            |  |
|              |                |             |             |         |         |         |            |  |
| 12 septembre | 15.00          | Sénart      | Rouen       | 1 - 9   | X       | X       |            |  |
| 13 septembre | 11.00 et 15.00 | Sénart      | Rouen       | X       | 2 - 15  | 1 - 8   |            |  |
| 12 septembre | 15.00          | Savigny     | Montpellier | 3 - 4   | X       | X       | 10 manches |  |
| 13 septembre | 11.00 et 15.00 | Savigny     | Montpellier | X       | 6 - 3   | 4 - 2   |            |  |
|              |                |             |             |         |         |         |            |  |
| 19 septembre | 15.00          | Rouen       | Montpellier | 3 - 0   | X       | X       |            |  |
| 20 septembre | 11.00 et 15.00 | Rouen       | Montpellier | X       | 5 - 2   | 15 - 2  |            |  |
| 19 septembre | 15.00          | Sénart      | Savigny     | 1 - 9   | X       | X       |            |  |
| 20 septembre | 11.00 et 15.00 | Sénart      | Savigny     | X       | 3 - 7   | 3 - 18  |            |  |

| Pl. | Équipe      | MJ | V | D | PM | PC  | %     |
| --- | ----------- | -- | - | - | -- | --- | ----- |
| 1   | Savigny     | 9  | 7 | 2 | 66 | 38  | 0,777 |
| 2   | Rouen       | 9  | 7 | 2 | 77 | 27  | 0,777 |
| 3   | Montpellier | 9  | 4 | 5 | 49 | 48  | 0,444 |
| 4   | Sénart      | 9  | 0 | 9 | 23 | 102 | 0,000 |

J : rencontres jouées, V : victoires, D : défaites, PM : points marqués, PC : points concédés, % : pourcentage de victoire.

### Finale
La finale se joue au meilleur des 5 rencontres les week-ends des 3-4 et des 10-11 octobre. Elle a été remportée par Rouen, leur 6e titre en 7 ans.
| Date       | Heure | Recevant | Visiteur | Score | Notes      |
| ---------- | ----- | -------- | -------- | ----- | ---------- |
| 3 octobre  | 15.00 | Rouen    | Savigny  | 6 - 5 | 11 manches |
| 4 octobre  | 14.00 | Rouen    | Savigny  | 5 - 2 |            |
| 10 octobre | 15.00 | Savigny  | Rouen    | 4 - 2 |            |
| 11 octobre | 11.00 | Savigny  | Rouen    | 2 - 7 |            |
| 11 octobre | x     | Savigny  | Rouen    | x     |            |

## Play-down
Les équipes classées 5 à 8 de la saison régulière s'affrontent en play-down pour déterminer celle des 4 qui sera reléguée en Nationale 1, laissant sa place en élite au champion de France de Nationale 1. Les classements de la saison sont conservés. Ici chaque équipe affronte les trois autres en programme double (deux matchs le dimanche). 
Mathématiquement, La Guerche (4e) était d'ores et déjà assurée de rester en Élite l'année prochaine.
| Pl. | Équipe                          | MJ | V  | D  | %     |
| --- | ------------------------------- | -- | -- | -- | ----- |
| 5   | Hawks de La Guerche de Bretagne | 28 | 13 | 15 | 0,464 |
| 6   | Tigers de Toulouse              | 28 | 11 | 17 | 0,392 |
| 7   | Cougars de Montigny             | 28 | 6  | 22 | 0,214 |
| 8   | Arvernes de Clermont Ferrand    | 28 | 4  | 24 | 0,142 |

J : rencontres jouées, V : victoires, D : défaites, PM : points marqués, PC : points concédés, % : pourcentage de victoire.

### Phase de matchs
| Date         | Heure | Recevant   | Visiteur   | Match 1 | Match 2 | Notes           |
| ------------ | ----- | ---------- | ---------- | ------- | ------- | --------------- |
| 6 septembre  | 11.00 | La Guerche | Clermont   | 2 - 3   | 2 - 3   | 2 prolongations |
| 6 septembre  | 11.00 | Toulouse   | Montigny   | 0 - 6   | 4 - 6   |                 |
| 13 septembre | 11.00 | Clermont   | Toulouse   | 3 - 10  | 5 - 16  |                 |
| 13 septembre | 11.00 | La Guerche | Montigny   | 3 - 8   | 10 - 3  |                 |
| 20 septembre | 11.00 | Montigny   | Clermont   | 11 - 4  | 15 - 3  |                 |
| 27 septembre | 11.00 | Toulouse   | La Guerche | /       | /       |                 |

### Relégation
Clermont-Ferrand, qui termine cette phase de play-down en dernière position, est relégué en Nationale 1 pour la saison 2010.
| Pl. | Équipe                       | MJ | V  | D  | %     |
| --- | ---------------------------- | -- | -- | -- | ----- |
| 5   | Hawks de La Guerche          | 32 | 14 | 18 | 0,437 |
| 6   | Tigers de Toulouse           | 32 | 13 | 19 | 0,406 |
| 7   | Cougars de Montigny          | 34 | 11 | 23 | 0,323 |
| 8   | Arvernes de Clermont-Ferrand | 34 | 6  | 28 | 0,176 |

J : rencontres jouées, V : victoires, D : défaites, PM : points marqués, PC : points concédés, % : pourcentage de victoire.